# 进行体
进行体（Continuous and progressive aspects），又常被称为进行时、进行时态，為语法范畴上的一種體之形式，表示事件的內部時間結構為一連續且漸進之狀態。

## 各種語言的連續和漸進的時態表示

### 普通话
普通话的進行時態，在主動詞前面加時態副詞「正在」或者「在」來表示。例如：「正在吃飯」「我在看報紙」。
|          | 普通话             | 英語                     |
| -------- | ------------------ | ------------------------ |
| 漸進表示 | 我 正在 穿 衣服 。 | I am putting on clothes. |
| 連續表示 | 我 穿 著 衣服 。   | I am wearing clothes.    |

### 广府话
广府话裏面，在進行時態為主動詞後面加個時態副詞「緊」字來表示。例如：「食緊飯」「睇緊報紙」。
|          | 广府话         | 英語                     |
| -------- | -------------- | ------------------------ |
| 漸進表示 | 我 著 緊 衫 。 | I am putting on clothes. |
| 連續表示 | 我 著 住 衫 。 | I am wearing clothes.    |

### 英語
英語裏面，進行時態要用動詞的 -ing 形，配合系詞 be 來表示。因為英文裏面時態不能夠獨立表達，所以系詞 be 同時要按時式來變形，比較複雜。例如：「I am eating.」為現在式進行態，「I was reading newspaper.」為過去式進行態，「I will be sleeping.」為將來式進行態等之。

### 法語
法語的進行時態，用系詞 être 加「en train de」再加動詞的原形來表示。同英文一樣，法文裏面時態不能夠獨立表達，要配合時式用系詞 être 的適當變形。例如：「Je suis en train de manger.」為現在式進行態，「Ils seront en train de lire le journal.」為將來式進行態等之。

### 德語
德語正式來講比較少用進行時態，但在有必要時，又或者在方言裏面，會用系詞 sein 加「am」再加由動詞轉化成的名詞來表示。同英文一樣，德文裏面時態不能夠獨立表達，要配合時式將系詞 sein 變形。例如：「Ich bin am Essen.」為現在式進行態，「Sie waren am Lesen der Zeitung.」為去式進行態等之。
總之，不同語言有不同的方式來表達進行時態，有的不可以單獨表達時態，而要隨同時式一齊表達才可以。

## 外部連接
- What is continuous aspect? （页面存档备份，存于）
- What is progressive aspect? （页面存档备份，存于）
- The Present Progressives in the European Parliament Proceedings
- Resources to learn verbal aspects for Russian language